# Disparoneura
Disparoneura é um género de libelinha da família Protoneuridae.
Este género contém as seguintes espécies:
- Disparoneura apicalis Fraser, 1924
- Disparoneura canningi Fraser, 1922
- Disparoneura quadrimaculata Rambur, 1842
- Disparoneura ramajana Lieftinck, 1971